# Piperevo

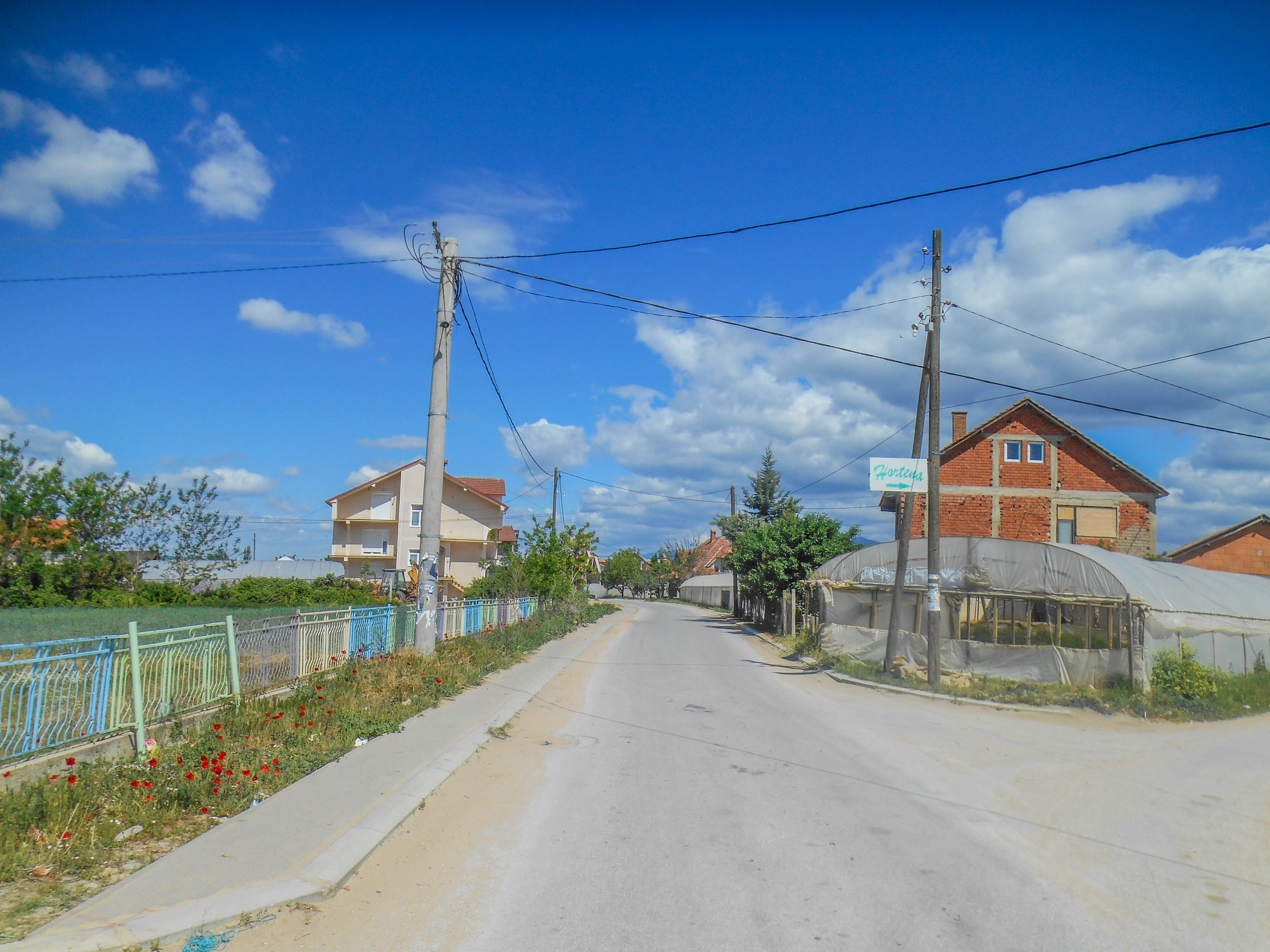

Angueltsi (en macédonien Пиперево) est un village du sud-est de la Macédoine du Nord, situé dans la municipalité de Vasilevo. Le village comptait 1401 habitants en 2002.

## Démographie
Lors du recensement de 2002, le village comptait :
- Macédoniens : 1 260
- Turcs : 139
- Autres : 2